# Victor Warot
|  | Aquest article tracta sobre Víctor Warot (compositor i director d'orquestra. Si cerqueu Victor Warot (cantant), vegeu «Victor Warot (baix)». |

Victor Warot   (Gant, 8 de març de 1808 - Bois-Colombes, 17 de juliol de 1877) fou un compositor, director d'orquestra i professor belga. Va ser director d'orquestra a Amsterdam i Dijon, i professor de número a Rennes i a Dijon. Deixà diverses obres per a orquestra, una Missa i dues petites òperes.
El seu fill Victor, fou un cantant d'òpera de la corda de baix, i els seus germans Constant i Alexander, també foren músics i compositors.